# こと座ガンマ星
こと座γ星（ことざガンマ星、Gamma Lyrae、γ Lyr）は、こと座の恒星で3等星。

## 概要
スペクトル分類は、資料によってまちまちだが、B9IIIからA0III。この星は巨星化していて、現在水素の核をヘリウムが取り巻いている状態だと考えられている。あと20万年ほどで橙色の巨星になり、その後は炭素、酸素を多く含む白色矮星になるだろうと考えられている。

## 名称
固有名スラファト (Sulafat) はアラビア語で「亀」を意味するالسلحفاة  al-sulaḥfātに由来する。こと座β星と同じく、亀の甲羅に弦を張って琴を作ったことに由来する。2016年8月21日、国際天文学連合の恒星の命名に関するワーキンググループ (Working Group on Star Names, WGSN) は、Sulafat をこと座γ星の固有名として正式に承認した。